# Sardarkend
Sardarkend est un village de la région de Khodjaly en Azerbaïdjan. Elle compte 181 habitants en 2005.